# Державна організація
Державна організація — організація, що створена для здійснення державою своїх функцій.

## Види державних організацій
- Військові організації
- Наукові організації
- Правоохоронні організації
- Освітні організації
- Організації у галузі охорони здоров'я
- Інші організації